# الفنت
قرية الفنت هي إحدى القرى التابعة لمركز الفشن في محافظة بني سويف في جمهورية مصر العربية. حسب إحصاءات سنة 2006، بلغ إجمالي السكان في الفنت 21503 نسمة، منهم 10753 رجل و10750 امرأة.